# 毛果蓬子菜
毛果蓬子菜（学名：Galium verum var. trachycarpum）为茜草科拉拉藤属下的一个变种。

## 扩展阅读
- 維基物種上的相關：毛果蓬子菜